# Apogonia difficilis
Apogonia difficilis är en skalbaggsart som beskrevs av Heller 1896. Apogonia difficilis ingår i släktet Apogonia och familjen Melolonthidae. Inga underarter finns listade i Catalogue of Life.